# Ziemia Krzeszowicka
Ziemia Krzeszowicka – dwumiesięcznik Stowarzyszenia Miłośników Ziemi Krzeszowickiej w Krzeszowicach. Na łamach tego czasopisma, wydawanego od grudnia 1998, poruszana jest problematyka historyczna oraz aspekty życia społeczno-kulturalnego mieszkańców Ziemi Krzeszowickiej.